# آون-لا-پز
آون-لا-پز (به فرانسوی: Avon-la-Pèze) یک کمون در فرانسه است که در canton of Marcilly-le-Hayer واقع شده‌است. آون-لا-پز ۱۲٫۷ کیلومتر مربع مساحت دارد ۱۴۰ متر بالاتر از سطح دریا واقع شده‌است.